# Steve Mandanda
Steve Mandanda Mpidi, född 28 mars 1985 i Kinshasa i Zaïre, är en fransk fotbollsmålvakt som spelar för franska Rennes.

## Klubbkarriär
Mandanda, som kom till Frankrike när han var två år gammal, gjorde sin ligadebut för Le Havre i augusti 2005, och det var inte förrän i hans fjärde match som han släppte in ett mål. Han spelade 30 ligamatcher den säsongen och 37 matcher till under säsongen 2006/2007. Han skrev på ett kontrakt för Marseille sommaren 2007. Aston Villa misslyckades med att värva Mandanda inför säsongen 2007/2008. Under början av säsongen skulle Mandanda vara ersättare till Cédric Carrasso, men då Carrasso skadade sitt knä och var borta i sex månader, blev Mandanda förstamålvakt och har sedan dess deltagit i Ligue 1, Champions League och i Uefacupen. Den 5 mars 2008 skrev Mandanda på ett kontrakt med Marseille som sträcker sig fyra år framåt.
Den 1 juli 2016 blev det klart att Mandanda hade skrivit på ett treårskontrakt med Crystal Palace. Efter en säsong i den engelska klubben så återvände fransmannen till Marseille.
Den 6 juli 2022 värvades Mandanda på fri transfer av Rennes, där han skrev på ett tvåårskontrakt.

## Landslagskarrär
Mandanda har vunnit ett antal matcher för Frankrikes U21-herrlandslag i fotboll och kallades till den franska truppen till U21-Europamästerskapet i fotboll.
Han deltog för första gången i det franska A-landslaget inför kvalet.
Mandanda spelade i en vänskapsmatch med Frankrikes B-landslag mot Demokratiska republiken Kongos A-landslag den 5 februari 2008, där han ersattes vid halvtid, och hans yngre bror Parfait kom in för Kongo. Han gjorde sin internationella debut den 27 maj 2008 i en 2–0-seger mot Ecuador i en träningsmatch inför EM 2008, då han i halvtid fick ersätta Sébastien Frey, och därefter blev han Frankrikes tredjeval som målvakt i EM 2008. Han startade i kvalet till VM 2010 som Frankrikes förstaval som målvakt.
Han vann VM-guld med Frankrike i VM 2018, som en av två reservmålvakter bakom ordinarie Hugo Lloris. I november 2022 blev Mandanda uttagen i Frankrikes trupp till VM 2022.

## Privatliv
Mandanda har tre yngre bröder. De är alla målvakter: Parfait, Charleroi och Demokratiska republiken Kongos landslag; Riffi, Caen, och i Frankrikes U16 landslag och Ever, Lusitanos Saint-Maur.